# Ensenhamen

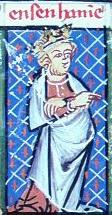
Ensenhamen personificato come un re nel Breviari d'amor del XIV secolo di Matfre Ermengau.

L'ensenhamen (enseɲɔˈmen, "insegnamento" o "istruzione", in catalano ensenyament, enseignement) è un componimento medievale in versi (senari o ottosillabi) a rima baciata, indirizzato a giullari, damigelle, scudieri od altro, con lo scopo di insegnare a questi soggetti le regole della società. Si può considerare l'antenato del galateo.
I testi di questo genere presentano quasi sempre una struttura dialogica in cui è rappresentata la conversazione fra un discepolo e un maestro.
Come genere della letteratura occitana, i suoi limiti sono stati materia di dibattito fin da quando venne ad essere definito per la prima volta nel XIX secolo. Il termine ensenhamen ha diverse varianti ortografiche nell'antico occitano: ensenhamenz, ensenhamens, essenhamen, ensegnamen, enseinhamen e enseignmens.
L'ensenhamen ha i suoi propri sottogeneri, come la "letteratura comportamentale" che raccontava alle nobildonne il modo appropriato di comportarsi e lo "specchio di prìncipi" che raccontava ai nobili come essere cavallereschi. Accanto a questi c'erano altri tipi che definivano e incoraggiavano l'amore e il comportamento cortese, altri che trattavano argomenti mondani quali le "maniere a tavola" e le questioni sull'etica sessuale.
Il primo ensenhamen attestato, l'Ensenhamen de la donsela ("Insegnamento della donzella"), fu scritto intorno al 1155 da Garin lo Brun. Intorno al 1170 Arnaut Guilhem de Marsan compose l'Ensenhamen del cavaier ("Insegnamento del cavaliere") per un auditorio di guerrieri. Un decennio dopo o successivamente Arnaut de Mareuil scrisse un lungo ensenhamen di stampo classico sulla cortesia. Nel 1220-30 o 1230-40 la materia di onore venne trattata dal trovatore italiano Sordello nel suo Ensenhamen d'onor e da Uc de Saint Circ in un'opera dal titolo simile. Nel tardo XIII secolo il catalano Cerverí de Girona scrisse un ensenhamen di proverbi composto di 1197 quartine per suo figlio. Successivamente, un altro trovatore catalano, Amanieu de Sescars, compose due ensenhamens: l'Ensenhamen del scudier ("insegnamento dello scudiero") dove viene prescritto l'ideale comportamento cavalleresco e l'Ensenhamen de la donsela ("l'insegnamento della donzella") dove si raccomanda il comportamento rispettabile per le giovani donne. Daude de Pradas scrisse un ensenhamen sulle quattro virtù cardinali e Peire Lunel L'essenhamen del guarso nel 1326, l'ultimo esempio di questo genere. Contribuirono al genere anche At de Mons e Raimon Vidal.
Ci sono anche ensenhamens ironici atti a satireggiare i  giullari, come per esempio il Fadet juglar di Guiraut de Calanso e quelli ben noti di Bertran de Paris e Guiraut de Cabreira (Cabra joglar).

## Fonti
- (EN) Simon Gaunt, Sarah Kay, The Troubadours: An Introduction, Cambridge, Cambridge University Press, 1999, ISBN 0-521-57473-0.
- (FR) Don A. Monson, Les "ensenhamens" occitans: essai de definition et délimitation du genre, Paris, Libraire C. Klincksieck, 1981, ISBN 2-252-02319-8.
- (ES) Martín de Riquer, Los trovadores: historia literaria y textos, vol. 3, Barcelona, Planeta, 1975.

| Controllo di autorità | GND (DE) 4152317-9 |